# Samarskita
La samarskita es una serie de minerales radiactivos de tierras raras que incluye la samarskita-(Y) con la fórmula: (YFe3+Fe2+U,Th,Ca)2(Nb,Ta)2O8 y la samarskita-(Yb) con la fórmula (YbFe3+)2(Nb,Ta)2O8. La fórmula para la samarskita-(Y) también se da como: (Y,Fe3+,U)(Nb,Ta)O4

## Formas cristalinas
La samarskita cristaliza en el sistema ortorrómbico - bipirámides o prismas rechonchos de color negro a marrón amarillento, aunque se presenta típicamente en forma de masas anhedrales. Las muestras con un alto contenido de uranio suelen ser metamícticas y aparecen recubiertas con una corteza de color amarillo marrón terroso.

## Presentaciones
La samarskita se presenta en pegmatitas graníticas de conteniendo tierras raras junto a otros minerales raros. Se presenta en asociación con columbita, circón, monacita, uraninita, aeschynita, magnetita, albita, topacio, berilo, granate, moscovita y biotita.
La samarskita fue descrita por primera vez en 1847 tras ser encontrada en Miass, en las montañas Ilmen, al sur de los Montes Urales de Rusia. El elemento químico samario fue aislado por primera vez en una muestra de samarskita en 1879. El samario recibió ese nombre por la samarskita que a su vez es llamada así en honor de un funcionario de minas ruso, el coronel Vasili Samarsky-Bykhovets (1803-1870).
La samarskita-(Yb) fue descrita por primera vez en 2004 a partir de una muestra encontrada en el South Platte Pegmatite District, en el condado de Jefferson, Colorado.

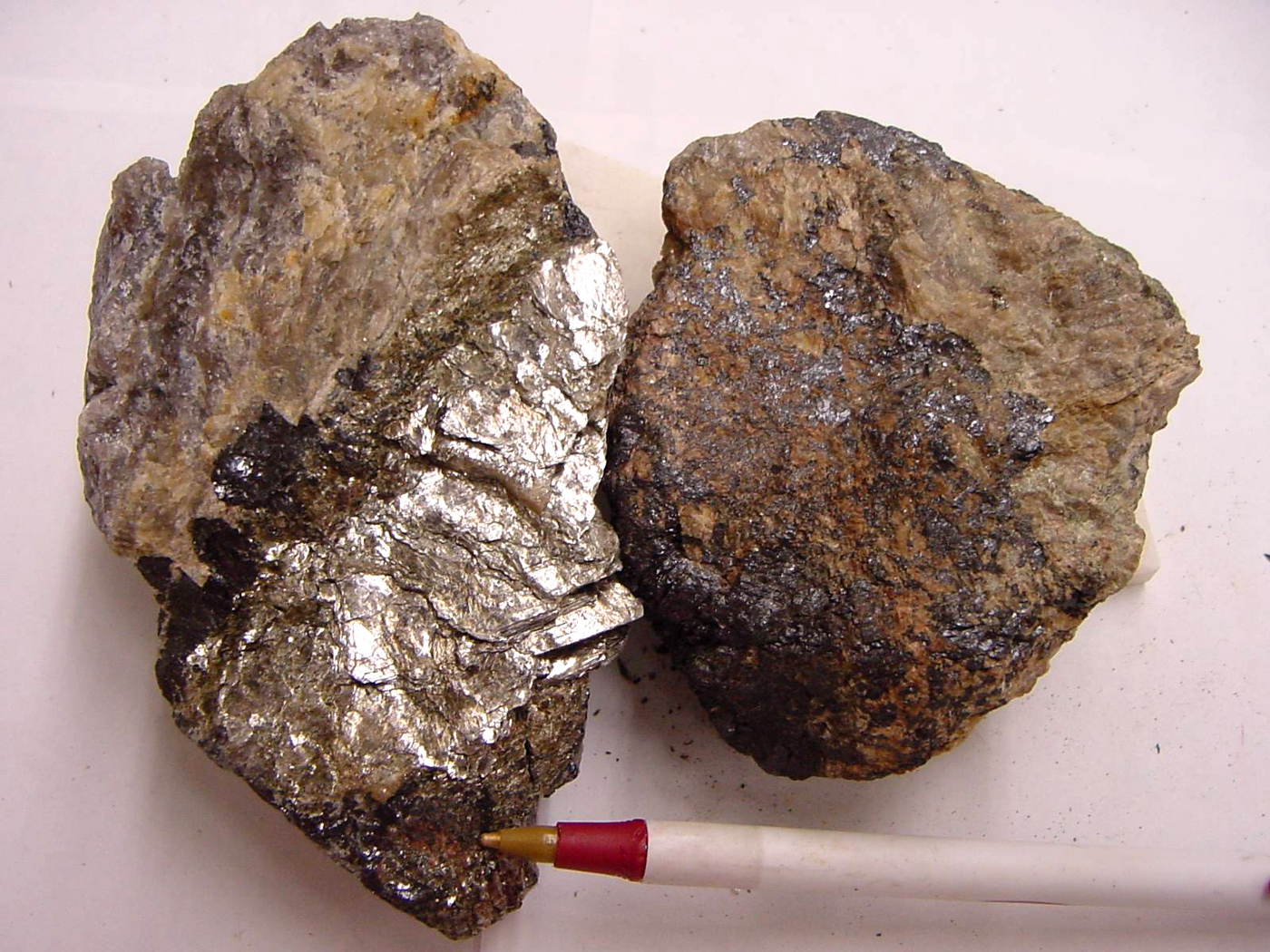
Muestra de samarskita, cortada para mostrar la superficie fresca